# Odinist: The Destruction of Reason by Illumination
Odinist: The Destruction of Reason by Illumination — шестой студийный альбом французской блэк-метал-группы Blut Aus Nord, выпущенный 14 мая 2007 года на лейбле Candlelight Records.

## Отзывы критиков
Альбом получил положительные отзывы от музыкальных критиков. Алекс Хендерсон из AllMusic пишет: «Odinist является интересным и достойным примером способности блэк-метала впитывать различные влияния и использовать их весьма продуктивно». Рецензент metal1.info назвал альбом «небольшим сюрпризом» и одной из лучших блэк-метал-работ второй половины 2007 года.

## Список композиций
| №                   | Название                     | Длительность |
| ------------------- | ---------------------------- | ------------ |
| 1.                  | «Intro»                      | 1:29         |
| 2.                  | «An Element of Flesh»        | 5:30         |
| 3.                  | «The Sounds of the Universe» | 5:26         |
| 4.                  | «Odinist»                    | 5:02         |
| 5.                  | «A Few Shreds of Thoughts»   | 4:51         |
| 6.                  | «Ellipsis»                   | 3:07         |
| 7.                  | «Mystic Absolu»              | 4:30         |
| 8.                  | «The Cycle of the Cycles»    | 5:19         |
| 9.                  | «Outro»                      | 1:38         |
| Общая длительность: | Общая длительность:          | 36:53        |

## Участники записи
- Vindsval — вокал, гитара
- GhÖst — бас-гитара
- W.D. Feld — клавишные, ударные, перкуссия